# Sekretarze stanu ds. protestantów

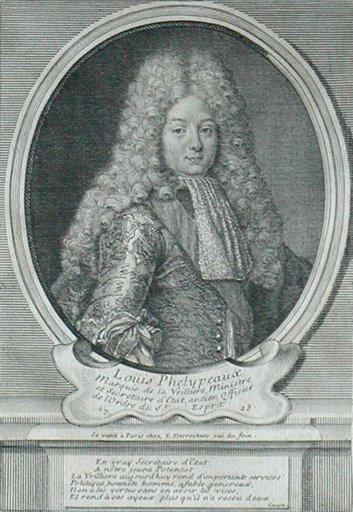
Louis Phélypeaux (1672–1725)

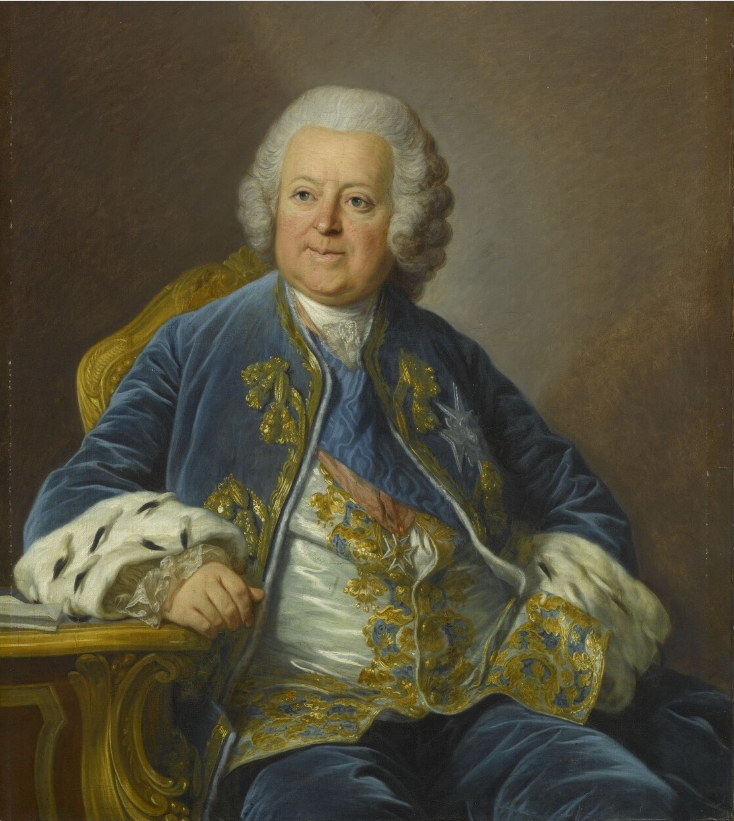
Louis Phélypeaux (1705–1777)

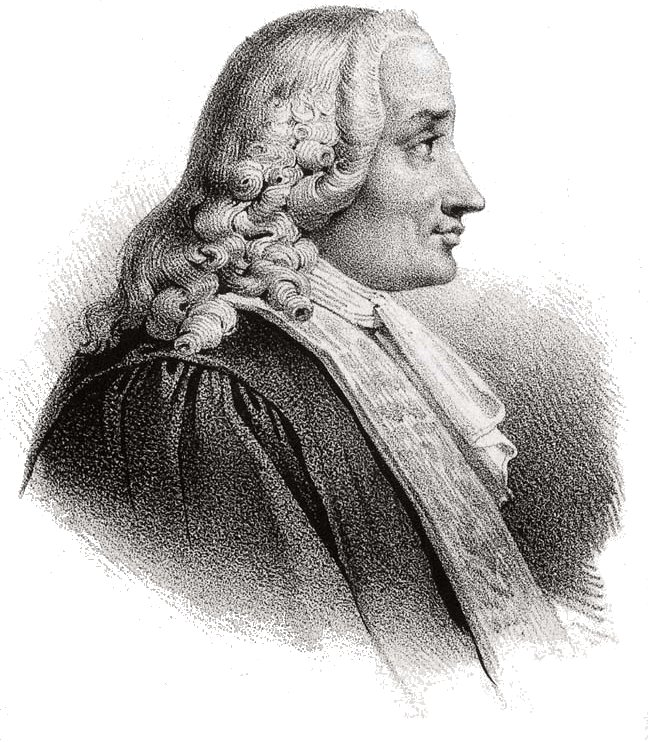
Guillaume-Chrétien de Lamoignon de Malesherbes

Sekretarze stanu ds. protestantów - (francuski: Secrétaire d'État de la Religion Prétendue Réformée, lub w skrócie: R.P.R., byli wysokimi urzędnikami Ancien régime'u. W 1598 Henryk IV uchwalił tolerancję dla protestantów francuskich edykt nantejski, jednak już w czasie prac nad tym dokumentem utworzono w 1588 ministerstwo mające nadzorować poczynania protestantów. Pierwszy minister Forget de Fresne był również najważniejszym autorem edyktu nantejskiego. Od roku 1610 do 1749 stanowisko to znajdowało się w rękach rodu Phélypeaux. 

## Lista sekretarzy stanu ds. protestantów
- 1598–1610 – Forget de Fresne
- 1610–1621 – Paul Phélypeaux, pan de Pontchartrain
- 1621–1629 – Raymond Phélypeaux
- 1629–1681 – Louis Phélypeaux (1598-1681)
- 1669–1700 – Balthazar Phélypeaux
- 1700–1725 – Louis Phélypeaux (1672–1725)
- 1723–1775 – Louis Phélypeaux (1705–1777)

Po 1749 roku  stanowisko to połączono z Sekretarzem Stanu Domu Królewskiego:
- 1775–1776 – Guillaume-Chrétien de Lamoignon de Malesherbes
- 1776–1785 – Antoine-Jean Amelot de Chaillou
- 1785–1787 – Louis Auguste Le Tonnelier de Breteuil
- 1787–1789 – Pierre-Charles Laurent de Villedeuil